# Edward Zajiček
Edward Tadeusz Zajiček (ur. 28 września 1922 w Bydgoszczy, zm. 9 kwietnia 2018 w Łodzi) – kierownik produkcji, profesor zwyczajny PWSFTviT w Łodzi. Profesor nauk ekonomicznych, odznaczony Orderem Odrodzenia Polski.

## Życiorys
Pracę w kinematografii rozpoczął w 1945 jako kierownik Bazy Produkcyjnej Wytwórni Filmowej Wojska Polskiego w Krakowie, w latach 1949–1950 był dyrektorem WFD w Warszawie, a w latach 1970–1972 dyrektorem ekonomicznym kinematografii. W latach 1955–1956 szef produkcji Zespołu Filmowego „Syrena”, w latach 1956–1966 zespołu filmowego „Iluzjon”, a w latach 1972–1975 zespołu „Kadr”. Od 1961 wykładowca PWSFTviT w Łodzi, z przerwą w latach 1979–1986, kiedy to pełnił funkcję dziekana i wykładowcy Wydziału Radia i Telewizji Uniwersytetu Śląskiego w Katowicach. W latach 1989–1996 prorektor łódzkiej PWSFTviT. Autor wielu prac z zakresu historii gospodarczej kinematografii oraz ekonomiki i organizacji produkcji filmowej.
Pochowany na Starym Cmentarzu w Łodzi (część katolicka).

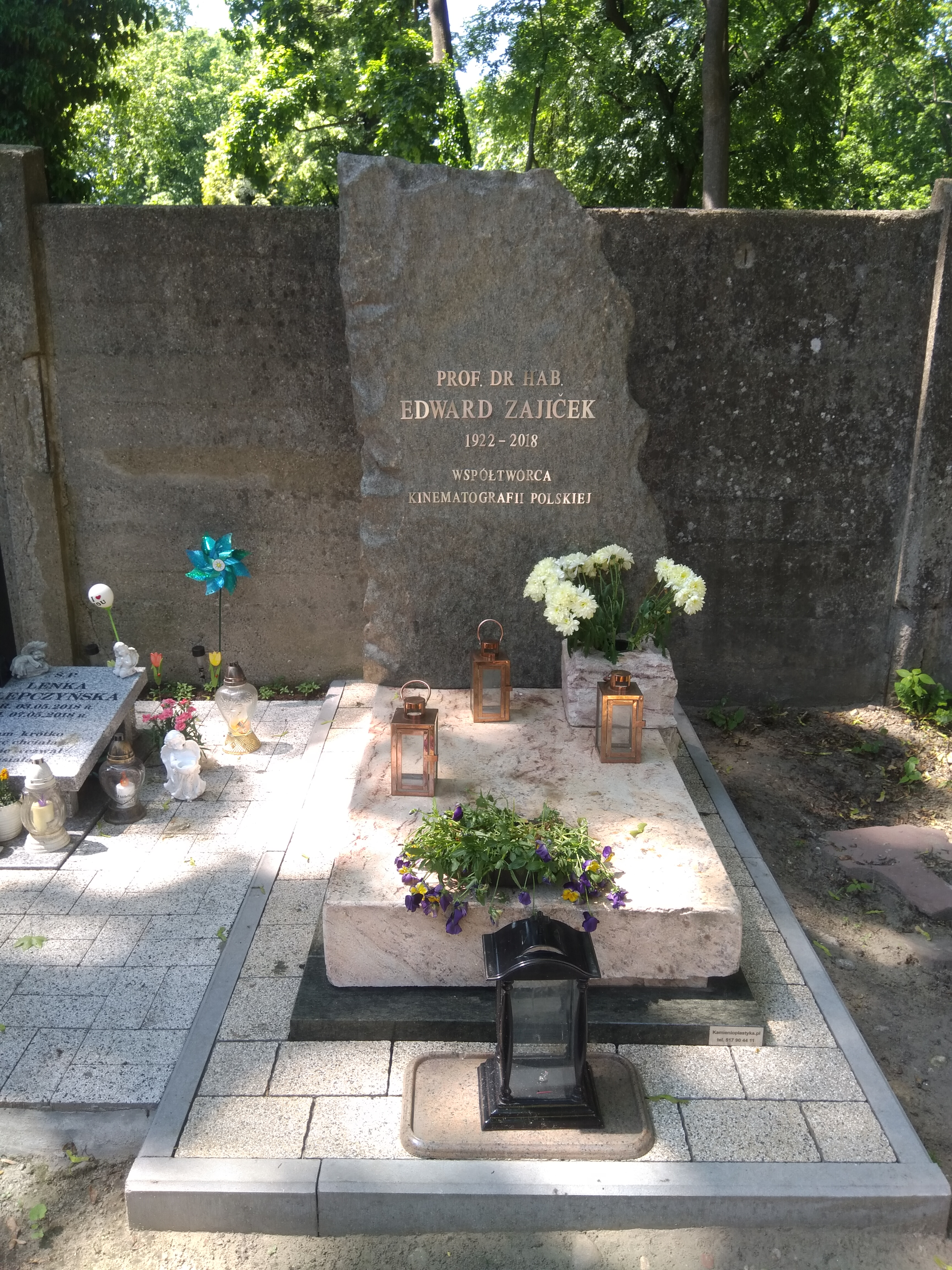
Grób Edwarda Zajička na Starym Cmentarzu w Łodzi

## Filmografia
- 1945: Orły i sokoły
- 1959: Milcząca gwiazda
- 1961: Der Fall Gleiwitz
- 1963: Daleka jest droga
- 1964: Drewniany różaniec
- 1966: Don Gabriel
- 1966: Małżeństwo z rozsądku
- 1967: Marsjanie
- 1967: Stajnia na Salvatorze
- 1967: Twarzą w twarz
- 1968: Wniebowstąpienie
- 1968: Molo
- 1970: Album polski

## Książki
- 1980: Podstawy ekonomiki pracy w produkcji filmowej; Warszawa: Wydawnictwa Radia i Telewizji
- 1981: Wybrane zagadnienia ekonomiki produkcji filmowej; Warszawa: Wydawnictwa Radia i Telewizji
- 1982: Zarys ekonomiki produkcji filmowej; Warszawa: Wydawnictwa Radia i Telewizji
- 1982: Zarys organizacji produkcji filmowej; Warszawa: Wydawnictwa Radia i Telewizji
- 1983: Polska produkcja filmowa; Katowice: Uniwersytet Śląski. ISBN 83-00-00719-9
- 1983: Film polski: ekonomika i organizacja produkcji; Warszawa: PWN. ISBN 83-01-03569-2
- 1989: Z dziejów myśli filmowej: rewizje i rewindykacje (red.); Katowice: Uniwersytet Śląski. ISBN 83-226-0281-2 (rozdział: Cienie i blaski ekonomicznej refleksji nad filmem)
- 1992: Poza ekranem: kinematografia polska 1918–1991; Warszawa: Filmoteka Narodowa. Wydawnictwa Artystyczne i Filmowe
- 1994: Film, kinematografia (red.); Warszawa: Instytut Kultury. Komitet Kinematografii. ISBN 83-85323-66-X
- 1997: Praca i film: problemy ekonomiki pracy w produkcji filmowej; Łódź: Państwowa Wyższa Szkoła Filmowa, Telewizyjna i Teatralna. Tom I, ISBN 83-907203-0-2 / Tom II, ISBN 83-907203-1-0
- 2008: Zarys historii gospodarczej kinematografii polskiej; Łódź: Państwowa Wyższa Szkoła Filmowa, Telewizyjna i Teatralna. Tom I, ISBN 978-83-87870-06-5
- 2009: Poza ekranem: kinematografia polska 1896–2005; Warszawa: Stowarzyszenie Filmowców Polskich. ISBN 978-83-923919-4-4[2]

Źródło: Katalog Biblioteki Narodowej

## Odznaczenia
- Krzyż Komandorski Orderu Odrodzenia Polski – 2005[4]